# 针子草属
针子草属（学名：Rhaphidospora）是爵床科下的一个属，为粗壮草本植物。该属共有约12种，在中国只有一种该草本植物（针子草），分布于热带非洲和亚洲东南部。

## 生长属性及分布
针子草属是攀援灌木或强壮的草本，疏松，分散。茎和分枝具关节，近圆柱形。叶对生，基部宽，在柄处收缩，两面具小细线条钟乳体，全缘或有锯齿。
针子草属约12种。分布于喜马拉雅、印度东部、斯里兰卡、中南半岛、印度尼西亚（爪哇）、菲律宾群岛、毛里求斯和马达加斯加。在中国有1种，生长在云南。